# Oneus
Gli Oneus (원어스, pronunciato "One Us") sono un gruppo musicale sudcoreano formato dalla RBW. Il gruppo è composto da cinque membri:Seoho, Leedo, Keonhee, Hwanwoong e Xion, precedentemente ce ne era un sesto, Ravn, che abbandonò il gruppo nel 2022 in seguito di accuse. Hanno debuttato il 9 gennaio 2019, con l'EP Light Us.

## Storia

### 2017-2018: Pre-debutto
I membri degli Oneus vengono da vari programmi per trainee. Seoho, conosciuto come Gunmin, Keonhee e Hwanwoong erano i trainee della RBW per la seconda stagione di Produce 101 durante la prima metà del 2017, e Ravn e Seoho erano i trainee della RBW per il survival della YG "Mixnine" durante la seconda metà del 2017. Leedo ha partecipato a Mixnine ma non ha passato l'audizione. Il progetto della RBW "RBW Trainee Real Life –We Will Debut" include Keonhee e Hwanwoong, oltre ad altri trainee.

Nel dicembre 2017, Keonhee e Hwanwoong partecipano al secondo capitolo dello "Special Party" con i loro compagni di agenzia MAS.

All'inizio del 2018, Keonhee e Hwanwoong, con l'aggiunta di Ravn, Seoho e Xion, sono presentati come gruppo pre-debutto RBW Boyz, con Leedo aggiunto nel marzo 2018; sono stati rinominati "Oneus" nel giugno 2018.

Nel settembre 2018, gli Oneus e i loro compagni di agenzia ONEWE (in precedenza conosciuti come MAS) realizzano il singolo "Last Song".

### 2019: Debutto
L'EP di debutto del gruppo "Light Us" è uscito il 9 gennaio, con "Valkyrie" come canzone principale.

Gli Oneus realizzano il loro secondo EP, "Raise Us", il 29 maggio, con "Twilight" come canzone principale.

Il 21 giugno è stato annunciato che il primo concerto degli Oneus in Giappone chiamato "2019 Oneus Japan 1st Live: 光差" si sarebbe tenuto al Zepp Namba a Osaka il 28 luglio e al Zepp DiverCity di Tokyo il 25 agosto.

Gli Oneus fanno ufficialmente il loro debutto in Giappone con "Twilight" il 7 agosto.

Gli Oneus realizzano il loro terzo EP, "Fly with Us" il 20 settembre, con "LIT" come canzone principale.

Nel novembre 2019, gli Oneus hanno tenuto il loro primo tour degli Stati Uniti, "Fly With Us", partito da New York, Chicago, Atlanta, Dallas, Minneapolis e si è fermato a Los Angeles.

Il 18 dicembre realizzano il loro primo EP giapponese con "808". "808" ha debuttato al primo posto sull'Oricon Daily Single Chart con 3,662 copie vendute in un giorno dall'uscita.

### 2020: In Its Time, Road to Kingdom, Lived, e BBUSYEO
Il 10 gennaio, gli Oneus tengono il loro incontro con i fan per il primo anniversario chiamato "Oneus 1st Anniversary 'Our Moment'" al Yes 24 Live Hall di Seoul.

All'inizio di febbraio, è stato annunciato che gli Oneus avrebbero tenuto il loro concerto in Giappone, "2020 Oneus Japan 2nd Live <Fly With Us Final> ad Osaka il 8 ed il 9 febbraio e a Chiba il 15 ed il 16 febbraio. Il concerto si è concluso con 2,200 presenti ad Osaka e 3,800 presenti a Chiba.

Il 20 marzo, è stato annunciato che il gruppo avrebbe partecipato al reality televisivo competitivo della Mnet "Road to Kingdom". Il 12 giugno hanno realizzato la loro canzone "COME BACK HOME" per il finale del programma, arrivando quarti.

Il 24 marzo, il gruppo realizza il loro primo album singolo, "In Its Time" con "A Song Written Easily" come canzone principale.

Il 19 agosto, il gruppo realizza il loro quarto EP, Lived, con "TO BE OR NOT TO BE" come canzone principale.

Il primo dicembre, il gruppo realizza il loro primo singolo digitale, "BBUSYEO".

### 2021-presente: Devil, Binary Code e prima vittoria
Il 29 gennaio il gruppo realizza il loro primo album "Devil", con undici tracce, tra cui BBUSYEO, con "No Diggity" come canzone principale.

Il 25 marzo realizzano il singolo giapponese "No Diggity".

L'11 maggio, il gruppo realizza il loro quinto EP, Binary Code, con "BLACK MIRROR" come canzone principale.
Il 7 novembre il gruppo rilascia il loro sesto EP "Blood Moon" con ''LUNA'' come canzone principale. Il 17 novembre il gruppo vince per la prima volta in uno show musicale, Show Champion.

## Formazione
- Seoho (서호) – voce
- Leedo (이도) – rap, voce
- Keonhee (건희) – voce
- Hwanwoong (환웅) – voce
- Xion (시온) – voce

Ex membri
- Ravn (레이븐) – rapper, vocalist

## Discografia

### Coreano

#### Album in studio
- 2021 – Devil

#### EP
- 2019 – Light Us
- 2019 – Raise Us
- 2019 – Fly With Us
- 2020 – Lived
- 2021 – Binary Code
- 2021 – Blood Moon
- 2022 – Trickster

#### Album singoli
- 2020 – In This Time

#### Singoli
- 2019 – Valkyrie
- 2019 – Twilight
- 2019 – Lit
- 2019 – 808
- 2020 – A Song Written Easily
- 2020 – To Be Or Not To Be
- 2020 – Bbusyeo
- 2021 – No Diggity
- 2021 – Black Mirror
- 2021 – Shut Up 받고 Crazy Hot!
- 2021 – Life Is Beautiful
- 2021 – Luna
- 2022 – Bring It On

#### Collaborazioni
- 2018 – Last Song (con gli Onewe)

## Filmografia
- I Will Debut (2018)
- Power Up! Beautiful Snack Bar is Open (2018)
- Road to Kingdom (2020)